# Adwekcja (meteorologia)
Adwekcja (z łac. advectiō – "dowóz", ang. advection) w meteorologii – poziomy ruch, przepływ płynu (cieczy lub gazu) (np. mas powietrza), w przeciwieństwie do konwekcji, która jest ruchem pionowym. Adwekcja powoduje napływanie powietrza o odmiennych właściwościach (temperaturze, wilgotności) niż powietrze zalegające nad danym terenem. Adwekcja jest jedną z podstawowych przyczyn zmian pogody.
Adwekcją nazywa się także zmianę parametrów płynu wywołanych jego napływem np. adwekcja temperatury, adwekcja wilgotności.
Wyróżnia się:
- adwekcję dodatnią, która polega na przenoszeniu większych wartości w kierunku mniejszych;
- adwekcję ujemną, która polega na przenoszeniu mniejszych wartości do większych.

Adwekcję termiczną dzieli się na dwa typy. Adwekcja termiczna ciepła zachodzi w momencie, gdy wiatr wieje od powietrza cieplejszego do powietrza chłodnego, zwiększając jego temperaturę. Adwekcja termiczna chłodna istnieje wówczas, gdy wiatr wieje od powietrza chłodniejszego do cieplejszego, zmniejszając w efekcie jego temperaturę. 
Dodatkowo istnieje pojęcie adwekcji wilgotności, która polega na napływie masy powietrza o większej wilgotności nad teren o małej zasobności w wilgoć. 